# دانيال س. فيرغسون
دانيال س. فيرغسون (بالإنجليزية: Daniel C. Ferguson)‏ هو شخصية أعمال أمريكي، ولد في 5 مايو 1927 في فري بورت في الولايات المتحدة.